# پاوربیلدر
پاوربیلدر مجموعه ابزار مجتمعی برای توسعهٔ برنامه‌های رایانه‌ای، است. این ابزار بر روی سیستم‌عامل ویندوز اجرا می‌شود.
پاوربیلدر شامل زبانی اسکریپتی و شیءگرا به نام پاورسکریپت می‌شود.